# Double Dragon (film)
Double Dragon är en amerikansk långfilm som hade biopremiär i USA den 4 november 1994 i regi av James Yukich, med Robert Patrick, Mark Dacascos, Scott Wolf och Kristina Wagner i rollerna. Filmen är baserad på datorspelet Double Dragon.

## Handling
New Angeles, år 2007. Det mesta av Kalifornien ligger i ruiner efter det stora jordskalvet. På dagarna patrulleras gatorna av tungt beväpnade poliser. Men när mörkret faller övertar den brutala gängledaren Koga Shuko och hans mannar staden.
Bröderna har hälften av en kraftfull gammal kinesisk talisman. En Koga Shuko har den andra halvan, och bestämmer att få bröderna halv och har ett komplett medaljong så han kan få absolut makt.

## Rollista
| Robert Patrick  | – Koga Shuko     |
| Mark Dacascos   | – Jimmy Lee      |
| Scott Wolf      | – Billy Lee      |
| Kristina Wagner | – Linda Lash     |
| Julia Nickson   | – Satori Imada   |
| Alyssa Milano   | – Marian Delario |

### Fotnoter
1. ↑  ”Double Dragon” (på engelska). Box Office Mojo. 4 november 1994. http://www.boxofficemojo.com/movies/?id=doubledragon.htm. Läst 7 september 2016.